# Halme rufofemorata
Halme rufofemorata là một loài bọ cánh cứng trong họ Cerambycidae.